# 日本の絵の具
日本の絵の具（にほんのえのぐ）は、伝統的な日本画に使われる材料の一覧。

## 顔料、染料
鉱物を磨り潰して粉末にした天然岩絵具、色ガラス粉末の合成岩絵具、胡粉等を染料で着色した泥絵具等がある。岩絵具を参照。

### 鉱物由来の顔料
天然の鉱物から製造する顔料。多く非常に高価。
- 岩群青：藍銅鉱を粉末にしたもので、紫青色を呈する。暗い色合いのものから順に紺青、群青、白群と呼ぶ。
- 岩緑青：孔雀石を粉末にしたもの。粒子の細かいものは白緑と呼ばれる。緑色。
- 緑青：銅の酸化で生じる緑色の粉末。
- 辰砂：朱。硫化水銀の粉末で、古代から魔除けに使われていた。帯黄赤色。
- 黄土：黄土原鉱の粉末で、黄褐色。
- 石黄：岩黄、雄黄とも言う。明るい黄色。有毒。赤味の強いものは雌黄とも呼び、藤黄と混同される。
- 岱赭：くすんだ黄茶色。赤鉄鉱を含む赤土。

### 植物由来
人体への害は少ないものが主に使われる。青黛や艶紅など、化粧品として使われたものも多い。
- 艶紅：紅花の色素を沈殿させたもの。紫系の赤。陶器に塗りつけておいて保存した。古くは口紅としても使われていた。
- 青黛：藍の青色色素。インディゴ。
- 蘇芳：蘇芳由来の色素で赤紫。艶紅と色や使い方が似ている。
- 藤黄：オトギリソウ科植物の樹脂からとったもので、赤味の黄。
- 油煙：植物油の煤、黒色を呈する。ニカワを固着材として用いたものに墨がある。

### 動物由来
- 珊瑚：アカサンゴの粉末で、淡赤色。サンゴは装飾品にも使われ、高価。
- 胡粉：もとは鉛の化合物を使ったが、現在はハマグリの貝殻を削ったもので、白色を呈する。
- 生臙脂：コチニールカイガラムシの抽出物で、赤色を呈する。